# David Wheater
David James Wheater (Redcar, 1987. február 14.) angol labdarúgó, aki jelenleg a Oldham Athletic-ben játszik középhátvédként. Pontrúgásoknál gyakran veszélyezteti az ellenfél kapuját. Sokan szeretik a játékát és gyakran Gary Pallisterhez vagy Terry Butcherhez hasonlítják.

## Pályafutása

### Middlesbrough FC
Wheater 2006 januárjában kölcsönvette a Doncaster Rovers, de ott nem a tervek szerint alakultak számára a dolgok, így visszatért a Boróhoz. A Doncasterben hét meccsen játszott és egy gólt szerzett. 2006 szeptemberében kölcsönben a Wolverhampton Wanderers FC-hez igazolt. November 15-én hagyta ott a Farkasokat, miután mindössze egy meccset játszott náluk.
2007. május 12-én szerezte meg első gólját a Middlesbrough-ban egy Fulham elleni meccsen. Szeptember 1-jén, a Birmingham City FC ellen ismét betalált. Wheater ezután egy Bristol City FC elleni FA-kupa-meccsen is szerephez jutott. A találkozó sokáig 1–1-re állt, majd az utolsó pillanatban éppen ő lőtte a győztes gólt. A kommentátor, Matt Le Tissier ezután Franz Beckenbauerhez hasonlította.
A 2007/08-as szezon végén a Liverpoollal, az Arsenallal, a Newcastle Uniteddel és a Tottenham Hotspurrel is szóba hozták, de végül aláírt egy új, 2012-ig szóló szerződést a Boróval. 2008. augusztus 16-án, a 2008/09-es idény első meccsén, a Tottenham Hotspur ellen jobbhátvédként szerepelt. Első gólját érvénytelenítették, de aztán szerzett egy érvényes találatot. Csapata 2-1-re nyert, ez volt a Boro első győztes bajnoki rajtja nyolc év után.

### A válogatottban
Fabio Capello bemutatkozó meccse előtt kijelentette, hogy több U21-es válogatott játékost (David Wheater, Joe Hart, Aaron Lennon, Theo Walcott) is meg fog hívni a felnőtt válogatottba. Ez azonban ne valósult meg, mert az U21-es csapat egy fontos meccsre készült, így ott volt szükség a játékosokra.
2008. március 20-án Capello az ő nevét is elírta a bővített listára, de a 23 fős keretbe már nem került be. Október 15-én John Terry és Ashley Cole sérülése miatt viszont már valóban bekerült a nemzeti csapatba, de játéklehetőséget nem kapott.

## Külső hivatkozások
- David Wheater pályafutásának statisztikái a Soccerbase oldalon (angolul)